# Тростянецька міська рада
Тростяне́цька міська́ ра́да — орган місцевого самоврядування у Тростянецькому районі Сумської області. Адміністративний центр — місто Тростянець.

## Загальні відомості
- Населення ради: 21 368 осіб (станом на 1 січня 2013 року)

## Населені пункти
Міській раді підпорядковані населені пункти:
- м. Тростянець

## Склад ради
Рада складається з 36 депутатів та голови.
- Голова ради: Бова Юрій Анатолієвич
- Секретар ради: Шацька Аліна Іллівна

### Керівний склад попередніх скликань
| Прізвище, ім'я, по батькові | Основні відомості                                                        | Дата обрання | Дата звільнення |
| --------------------------- | ------------------------------------------------------------------------ | ------------ | --------------- |
| Бова Юрій Анатолійович      | Міський голова, 1972 року народження, член Соціалістичної партії України | 26.03.2006   | 31.10.2010      |
| Бова Юрій Анатолієвич       | Міський голова, 1972 року народження, освіта вища, безпартійний          | 31.10.2010   |                 |

Примітка: таблиця складена за даними сайту Верховної Ради України

### Депутати
За результатами місцевих виборів 2010 року депутатами ради стали:

#### За суб'єктами висування
| Суб'єкт висування                                       | Кількість обраних депутатів | %    |
| ------------------------------------------------------- | --------------------------- | ---- |
| Політична партія «Рідне місто»                          | 18                          | 50   |
| Партія регіонів                                         | 9                           | 25   |
| Соціалістична партія України                            | 4                           | 11,1 |
| Політична партія Всеукраїнське об'єднання «Батьківщина» | 3                           | 8,3  |
| Партія «Відродження»                                    | 1                           | 2,8  |
| Політична партія «Фронт Змін»                           | 1                           | 2,8  |

#### За округами
| № округу                                                | Прізвище, ім'я, по батькові        | Дата визнання обраним | Освіта             | Партійна приналежність                        | Відомості про обраного депутата                                                                                      |
| ------------------------------------------------------- | ---------------------------------- | --------------------- | ------------------ | --------------------------------------------- | --- |
| Партія «ВІДРОДЖЕННЯ»                                    |                                    |                       |                    |                                               | |
| б/м                                                     | Овчаренко Валентин Володимирович   | 05.11.2010            | вища               | член Партії «ВІДРОДЖЕННЯ»                     | Партія «Відродження», голова                                                                                         |
| Партія регіонів                                         |                                    |                       |                    |                                               | |
| б/м                                                     | Гуренко Василь Васильович          | 05.11.2010            | вища               | член Партії регіонів                          | приватний підприємець                                                                                                |
| б/м                                                     | Чалий Віталій Володимирович        | 05.11.2010            | вища               | член Партії регіонів                          | приватний підприємець                                                                                                |
| б/м                                                     | Свірідова Олена Дмитрівна          | 05.11.2010            | вища               | позапартійна                                  | Тростянецька СШ № 5, директор                                                                                        |
| 1                                                       | Гончаренко Сергій Андрійович       | 05.11.2010            | вища               | позапартійний                                 | Тростянецький цех газового господарства, начальник                                                                   |
| 2                                                       | Мірошниченко Микола Олександрович  | 05.11.2010            | вища               | член Партії регіонів                          | Тростянецьке МСТ, керівник                                                                                           |
| 12                                                      | Шимко Юрій Володимирович           | 05.11.2010            | вища               | член Партії регіонів                          | фізична особа-підприємець                                                                                            |
| 14                                                      | Гулаков Юрій Іванович              | 05.11.2010            | вища               | член Партії регіонів                          | Смородинської дистанції колії, головний інженер                                                                      |
| 15                                                      | Гребіник Олександр Дмитрович       | 05.11.2010            | вища               | позапартійний                                 | Тростянецька районна державна нотаріальна контора, завідувач                                                         |
| 16                                                      | Фрик Оксана Василівна              | 05.11.2010            | вища               | позапартійна                                  | ПП «Коррунд», директор                                                                                               |
| Політична партія Всеукраїнське об'єднання «Батьківщина» |                                    |                       |                    |                                               | |
| б/м                                                     | Курило Олександр Миколайович       | 05.11.2010            | вища               | член Всеукраїнського об'єднання «Батьківщина» | Тростянецька районна рада, начальник відділу оргроботи                                                               |
| б/м                                                     | Міхно Олена Петрівна               | 05.11.2010            | вища               | позапартійна                                  | Дитяча поліклініка, головний дитячій лікар                                                                           |
| 4                                                       | Фрик Тамара Григорівна             | 05.11.2010            | вища               | член Всеукраїнського об'єднання «Батьківщина» | Районна рада, начальник відділу                                                                                      |
| Політична партія «Рідне місто»                          |                                    |                       |                    |                                               | |
| б/м                                                     | Шацька Аліна Іллівна               | 05.11.2010            | вища               | член Політичної партії «Рідне місто»          | Тростянецька міська рада, секретар тростянецької міської ради                                                        |
| б/м                                                     | Кириченко Надія Миколаївна         | 05.11.2010            | вища               | позапартійна                                  | Комунальний дошкільний навчальний заклад Тростянецької міської ради «Казка», завідувачка                             |
| б/м                                                     | Котко Олексій Вікторович           | 05.11.2010            | вища               | член Політичної партії «Рідне місто»          | Тростянецька міська рада, спеціаліст з питань благоустрою, охорони навколишнього природного середовища та озеленення |
| б/м                                                     | Маснуха Іван Іванович              | 05.11.2010            | вища               | позапартійний                                 | КЗ Тростянецької районної ради «Тростянець-ка музична школа», викладач                                               |
| б/м                                                     | Качур Олександр Іванович           | 05.11.2010            | вища               | позапартійний                                 | Тростянецька районна громадська організація «Голос громади», оператор                                                |
| б/м                                                     | Катриченко Марина Вікторівна       | 05.11.2010            | вища               | позапартійна                                  | ФОП Прядка Ю. В., бухгалтер                                                                                          |
| б/м                                                     | Самодай Юрій Володимирович         | 05.11.2010            | вища               | член Політичної партії «Рідне місто»          | тимчасово не працює                                                                                                  |
| б/м                                                     | Скалига Юрій Олександрович         | 05.11.2010            | вища               | член Політичної партії «Рідне місто»          | Сумська дистанція сигналізації та зв'язку, електромеханік                                                            |
| б/м                                                     | Пустовойтова Вікторія Анатоліївна  | 05.11.2010            | вища               | позапартійна                                  | Тростянецька міська рада, головний бухгалтер                                                                         |
| 3                                                       | Бондаренко Вадим Вікторович        | 05.11.2010            | вища               | член Політичної партії «Рідне місто»          | КП Тростянецької міської ради «Тростянецьке ЖЕУ», начальник                                                          |
| 5                                                       | Злепко Володимир Анатолійович      | 05.11.2010            | вища               | член Політичної партії «Рідне місто»          | Тростянецька міська рада, спеціаліст з питань контролю за місцевими податками і зборами                              |
| 6                                                       | Смілянський Юрій Анатолійович      | 05.11.2010            | середня спеціальна | позапартійний                                 | приватний підприємець                                                                                                |
| 7                                                       | Бова Сергій Анатолійович           | 05.11.2010            | середня спеціальна | позапартійний                                 | приватний підприємець                                                                                                |
| 8                                                       | Синявін Максим Володимирович       | 05.11.2010            | вища               | член Політичної партії «Рідне місто»          | Тростянецька міська рада, спеціаліст у справах захисту прав споживачів                                               |
| 9                                                       | Вовк Анатолій Дмитрович            | 05.11.2010            | вища               | член Політичної партії «Рідне місто»          | приватний підприємець                                                                                                |
| 11                                                      | Олійник Анна Володимирівна         | 05.11.2010            | вища               | позапартійна                                  | Тростянецьке РВ ГУМВС, помічник начальника відділу з ресурсного забезпечення                                         |
| 13                                                      | Василенко Ігор В'ячеславович       | 05.11.2010            | вища               | позапартійний                                 | КПЗ Тростянецької районної ради «Палац дітей та юнацтва», викладач гуртка відеозйомки                                |
| 18                                                      | Нужненко Олександр Вікторович      | 05.11.2010            | вища               | позапартійний                                 | Смородинська загальноосвітня школа І-ІІ ст., директор                                                                |
| Політична партія «Фронт Змін»                           |                                    |                       |                    |                                               | |
| б/м                                                     | Новікова Ірина Миколаївна          | 05.11.2010            | середня            | член Політичної партії «Фронт Змін»           | приватний підприємець Тараненко О. О., продавець                                                                     |
| Соціалістична партія України                            |                                    |                       |                    |                                               | |
| б/м                                                     | Сорока Павло Семенович             | 05.11.2010            | вища               | член Соціалістичної партії України            | пенсіонер |
| б/м                                                     | Герасименко Сергій Олександрович   | 05.11.2010            | незакінчена вища   | член Соціалістичної партії України            | студент |
| 10                                                      | Поляковський Станіслав Віталійович | 05.11.2010            | незакінчена вища   | позапартійний                                 | Інститут сходознавства і міжнародних відносин «Харківський колегіум», студент                                        |
| 17                                                      | Шевлякова Надія Андріївна          | 05.11.2010            | вища               | член Соціалістичної партії України            | Тростянецька загальноосвітня школа № 4, вчитель                                                                      |